# 2776 Baikal
2776 Baikal è un asteroide della fascia principale. Scoperto nel 1976, presenta un'orbita caratterizzata da un semiasse maggiore pari a 2,3681587 UA e da un'eccentricità di 0,1728032, inclinata di 4,78141° rispetto all'eclittica.